# Angela Stone
Pour les articles homonymes, voir Stone.
Angela Stone née le 29 août 1981 à Minneapolis, est une actrice de films pornographiques américaine.

## Biographie
Angela Stone entre dans le monde du film pornographique en 2003 et sa filmographie compte plus de 200 films. Le squirting est un genre qu'elle affectionne particulièrement et pour lequel les réalisateurs font souvent appel à elle.
Aujourd'hui elle a arrêté sa carrière (2009) et danse dans des clubs.

## Récompenses et nominations
Nominations
- 2006 : AVN Award – Best Threeway Sex Scene – Flower’s Squirt Shower
- 2007 : AVN Award – Most Outrageous Sex Scene – The Great American Squirt Off
- 2009 : AVN Award – Best All-Girl Group Sex Scene – Flower's Squirt Shower 5
- 2009 : AVN Award – Most Outrageous Sex Scene – Squirt Gangbang 2

## Filmographie sélective
- 2003 : Pop That Cherry 5
- 2004 : Perfect Secretary
- 2005 : Pussy Party 7
- 2005 : Pussy Party 10
- 2005 : Pussy Party 11
- 2005 : Pussy Party 13
- 2005 : No Man's Land Interracial Edition 8
- 2005 : Girls Hunting Girls 3
- 2006 : Road Queen 2
- 2006 : Road Queen 3
- 2006 : Anal Violation 3
- 2007 : Lesbian Seductions 17
- 2008 : I Love Big Toys 12
- 2009 : Pussy Play 4
- 2010 : Dude, She's A Squirter! 7
- 2011 : Adam And Eve's Legendary Squirters
- 2012 : Lesbian Sweet Muffins
- 2013 : Happy Cock Happy Pussy
- 2014 : Teen Fuck Holes 14
- 2015 : Big White Dick in My Fine Ass
- 2016 : 40 Fucking Squirters
- 2017 : Two Babes One Boy 2